# Polarizzazione del nastro magnetico

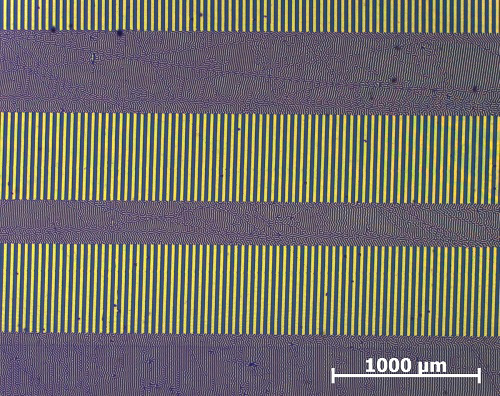
Visualizzazione del campo magnetico di un tono audio a 1 kHz registrato su una cassetta stereo

La polarizzazione del nastro magnetico è un'espressione che identifica due fenomeni, polarizzazione in corrente continua e polarizzazione in corrente alternata, che migliorano la fedeltà delle registrazioni del suono analogiche su nastro magnetico. La polarizzazione in corrente continua è l'aggiunta di una corrente continua al segnale audio che si sta registrando. La polarizzazione in corrente alternata è l'aggiunta di un segnale ad alta frequenza inudibile (generalmente 40 – 150 kHz) al segnale audio. Il nastro magnetico ha una risposta non lineare alle resistenze di segnale basse, come misurato dalla coercitività relativa. La polarizzazione aumenta significativamente la qualità di segnale della maggior parte delle registrazioni audio spingendo il segnale nella zona lineare della funzione di trasferimento del nastro.

## Storia
La registrazione magnetica è stata proposta fin da 1878 da Oberlin Smith, che pubblicò l'8 settembre 1888 un articolo su The Electrical World intitolato “Alcune possibili forme di fonografo„. Dal 1898 Valdemar Poulsen aveva dimostrato un registratore magnetico ed aveva proposto il nastro magnetico. A Fritz Pfleumer venne assegnato il brevetto tedesco DE 500900 per “un elemento portante della registrazione del suono, il trentun gennaio 1928, ma successivamente venne annullato per la presenza del precedente brevetto statunitense 1653467 di Joseph A.O'Neill.

### Polarizzazione in corrente continua
I primi sistemi di registrazione magnetica applicavano semplicemente il segnale in ingresso, senza alterarlo, ad una testina di registrazione; la registrazione risultante aveva una risposta in frequenza molto limitata e un'elevata distorsione, proprio perché senza un'adeguata polarizzazione il nastro veniva registrato al di fuori della sua zona di linearità. Successivamente si scoprì che, miscelando una tensione continua di livello ben preciso al segnale audio da registrazione, si riusciva a polarizzare il nastro all'interno di una ragionevole regione di risposta lineare, con una minor distorsione della registrazione. Lo svantaggio principale è che la polarizzazione in corrente continua lascia il nastro con una magnetizzazione netta, la quale si manifesta con un rumore significativo di sottofondo in riascolto. In alcuni vecchi rudimentali sistemi di registrazione, veniva impiegato un magnete permanente che, in fase di registrazione era disposto accanto alla testina di registrazione, e successivamente veniva allontanato durante la riproduzione del nastro, in modo da evitare la ricancellazione del nastro stesso. La polarizzazione in corrente continua è tipica dei registratori a cassetta di bassa qualità e prezzo.

### Polarizzazione in corrente alternata
Anche se i miglioramenti ottenuti con la polarizzazione in corrente continua sono evidenti, si ha un miglioramento ben maggiore se si usa una polarizzazione in corrente alternata. Mentre la polarizzazione in corrente alternata venne scoperta indipendentemente da parecchie persone in tutto il mondo, solo i tedeschi la utilizzarono ampiamente prima della fine della II guerra mondiale, ed è sul lavoro degli ingegneri tedeschi che si basò il successivo sviluppo di questa tecnologia
Il primo brevetto per polarizzazione in corrente alternata fu depositato da W. il L. Carlson e Glenn L. Carpenter nel 1921, (US 1640881). Il valore della polarizzazione in corrente alternata venne tuttavia mascherato dalla condizione primitiva di altre funzioni della registrazione magnetica, e quindi il successo di Carpenter e Carlson fu in gran parte ignorato. I giapponesi Teiji Igarashi, Makoto Ishikawa e Kenzo Nagai pubblicarono un influente studio sulla polarizzazione in corrente alternata nel 1938 e ricevettero un brevetto giapponese nel 1940. Marvin Camras (USA) inoltre scoprì la polarizzazione ad alta frequenza (CA) indipendentemente nel 1941.
Il miglioramento nella distorsione e nel rumore forniti dalla polarizzazione in corrente alternata è stato riscoperto nel 1940 da Walter Weber (1907-1944) mentre lavorara per Hans Joachim von Braunmühl alla Reichs-Rundfunk-Gesellschaft (RRG). Gli accoppiamenti tedeschi hanno ricevuto parecchi brevetti relativi, compreso il DE 743411 per “il trattamento ad alta frequenza dell'elemento portante sano„.
Possibilmente indipendentemente da Weber e da Braunmühl, l'azienda Britannica Boosey & Hawkes ha prodotto un registratore a filo di acciaio nell'ambito di un contratto governativo durante la II Guerra Mondiale dotato di polarizzazione in corrente alternata. Di esempi emergono ancora di tanto in tanto, visto che molti sono stati disfatti come stock eccedente dal governo. Dopo la guerra, Boosey e Hawkes inoltre hanno prodotto un registratore di nastro “da Reporter„ all'inizio degli anni cinquanta usando il nastro magnetico, piuttosto che il filo d'acciaio, che era basato sulla tecnologia tedesca di tempo di guerra.

## Teoria

Visualizzazione della corrente elettrica

Nel momento in cui il nastro lascia la testina, la polarizzazione applicata compensa parzialmente il campo del nastro e la restante induzione netta è essenzialmente la differenza tra i semiperiodi positivi e negativi del segnale precedentemente registrato. Tale operazione di differenza annulla ulteriormente alcune delle non linearità. Il campo magnetico variando costantemente e rapidamente aiuta a prevenire il fenomeno dell'isteresi magnetica (la tendenza dei materiali paramagnetici a resistere alla magnetizzazione o alla smagnetizzazione) sia della testina di registrazione che del nastro.

## Pratica

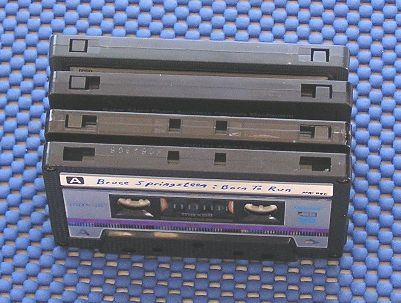
Intagli sulla superficie superiore dell' audiocassetta indicano il tipo di nastro contenuto. La cassetta più in alto, con solo gli intagli di protezione dalla scrittura (qui coperti dalle linguette) ,è di tipo I. La cassetta accanto, con due intagli accanto a quelli di protezione dalla scrittura, è di tipo II. Le due cassette più in basso, con gli intagli del tipo II più un altro paio al centro, sono di tipo IV (metal); le linguette di protezione dalla scrittura sulla seconda sono state rimosse: ciò significa che la cassetta non può essere registrata

Le caratteristiche del cambiamento di sistema di registrazione abbastanza contrassegnato come il livello della corrente diagonale è cambiata. C'è un livello a cui il sistema dà la distorsione minima. C'è inoltre un livello a cui la risposta di frequenza presenta un massimo. Queste circostanze non si presentano allo stesso livello di polarizzazione. I registratori professionali sono installati invariabilmente per distorsione minima, la risposta di frequenza necessaria che è realizzata scegliendo una curva adatta di velocità e di pareggiamento di nastro. Le attrezzature del consumatore ed in particolare gli audio registratori a Compact Cassette hanno la polarizzazione fissata ad un livello di compromesso per dare una buona risposta di frequenza e una distorsione passabilmente bassa. Inoltre le più alte audio frequenze allora sono indebolite di più (anche conosciuto come riduzione dell'altezza libera).
Bang & Olufsen hanno inventato e brevettato il cosiddetto principio di Dolby HX Pro (Headroom eXtension) per la combinazione del controllo di polarizzazione con il sistema Dolby per garantire una migliore risposta di frequenza nei registratori a cassetta. Tandberg invece introdusse un sistema di registrazione cross-field per i registratori di nastro in cui una testina separata con la polarizzazione è stata utilizzata. Ciò ha prodotto una migliore polarizzazione che mescolando i due segnali nella testina di registrazione, ma le tolleranze meccaniche per cross-field sono strette. Il sistema ha richiesto il frequente riaggiustamento ed in gran parte è stato abbandonato.
Differenti ampiezze del campo di polarizzazione sono ottimali per tipi differenti di nastri, così la maggior parte dei registratori ha un interruttore di regolazione della polarizzazione sul quadro di controllo, o, nel caso di audiocassette, la regolazione può essere automatica utilizzando come guida alcuni intagli presenti sul corpo della cassetta. I nastri basati su ossidi di ferro richiedono il campo di polarizzazione più basso, con nastri basati su cromo (compresi quelli pseudo-cromo) si richiedono invece livelli più alti. La particella del metallo richiede ancora più. Il nastro di Evaporated del metallo accetta il livello elevato di polarizzazione, ma principalmente è usato per gli scopi di registrazione dati (che non richiede polarizzazione poiché la non linearità non è più un problema). La stessa cosa è valida per un nastro a ossidi misti, la variante FeCr, su cui uno strato più spesso di ossidi di ferro veniva coperto da uno strato più sottile di ossidi di cromo. L'idea di base era che alle frequenze più basse e più alte correnti lo strato ferrico sarebbe stato magnetizzato più profondamente, mentre alle frequenze più alte soltanto lo strato di cromo superiore sarebbe stato attivo. In pratica, questo non funzionava bene ed alcuni sostenevano che questo strato sottile di cromo veniva rapidamente asportato con un uso pesante.